# Pointe de l'Ermitage (Vieux-Habitants)
Ne doit pas être confondu avec Pointe de l'Ermitage.
La pointe de l'Ermitage est un cap de Guadeloupe situé entre Baillif et Vieux-Habitants.

## Géographie
Il se situe au sud de la pointe du Corps de Garde avec qui il forme la plage de Rocroy. 